# SCP – Containment Breach
SCP – Containment Breach je videohra o přežití vytvořená Joonasem Rikkonenem (známý spíše pod přezdívkou „Regalis“). Byla vydána 15. dubna 2012. Hra je založená na fiktivních paranormálních příbězích a dokumentech z prostředí SCP Foundation. Hra se odehrává ve speciálním zařízení nadace SCP (Secure, Contain, Protect), tajné organizace, která se zabývá hlídáním, uskladněním, ochranou, zabezpečením a zkoumáním různých anomálií v podobě předmětů, organismů, míst apod.

## Základní třídy objektů
Ve hře i na oficiálních stránkách jsou označovány všechny paranormální objekty jako SCP-[příslušné pořadové číslo]. Takto označené objekty jsou poté děleny do dalších tří základních tříd podle nebezpečnosti:

### Safe
Objekty třídy Safe (Bezpečný) jsou anomálie, které lze lehce a bezpečně uskladnit, protože nepoškozují okolí nebo je lze spustit pouze specifickou a vědomou aktivací, nemusí to vždy znamenat, že jsou pro člověka (hráče) neškodné. Ve hře to jsou SCP-500, SCP-714, SCP-860, SCP-914, SCP-1025, SCP-1123 a SCP-1499.

### Euclid
Objekty třídy Euclid jsou anomálie, které potřebují větší ochranu, aby nepoškodily své okolí a nebo není jejich kontrola vždy spolehlivá. Většina SCP objektů spadá do této třídy. Jakékoli SCP, které je autonomní, vnímavé nebo inteligentní je obecně klasifikováno jako objekt třídy Euclid kvůli své nepředvídatelnosti. Ve hře to jsou SCP-008, SCP-012, SCP-049, SCP-066, SCP-079, SCP-096, SCP-173, SCP-205, SCP-294, SCP-372, SCP-513, SCP-966, SCP-970 a SCP-1162.

### Keter
Objekty třídy Keter jsou anomálie, které je obtížné uskladnit důsledně nebo spolehlivě, kvůli nedostatečnému prozkoumání nebo nadace SCP nevlastní technologie se kterými by tyto SCP mohla spolehlivě uskladnit. Neznamená to však vždy, že jsou pro své okolí nebezpečná. Ve hře to jsou SCP-035, SCP-106, SCP-682, SCP-939 a SCP-1048.
Existuje řada dalších tříd, které ale ve hře nejsou zastoupeny, až na SCP-420 J třídy Awesome (Úžasný).

## Rozdělení zaměstnanců
Zaměstnanci této nadace jsou děleni do 5 tříd podle důležitosti a úrovně zaměstnání značené anglicky Class-A až Class-E. Do třídy A patří vedoucí, do B patří velmi důležití pracovníci, do C patří běžní výzkumníci, do D patří testovací subjekty a do E patří zaměstnanci postiženi jakýmkoli SCP. Zaměstnance může hráč ve hře nalézt skoro vždy mrtvé. Zaměstnanci mají též hodnosti značené anglicky Level 1 až 5. K hodnostem se váže možnost otevírat dveře ve hře pomocí čipových karet.
Mobilní Úderná Jednotka
Mobilní Úderné Jednotky (MTF), konkrétně jednotka Nine Tailed Fox (Devítihlavá liška) se ve hře objeví několikrát. Poprvé těsně poté, co intercomu se ohlásí její vstup do výzkumného zařízení. Tým člení tři osoby, vyzbrojené FN P90. Jejich úkolem je zajišťovat jednotlivé SCP, zlikvidovat všechny testovací subjekty a dovést všechny přeživší na povrch.
Povstání Chaosu
Povstání Chaosu je organizace, která bojuje proti SCP nadaci. Likvidují SCP a zachraňují testovací subjekty. Ve hře se objeví pouze jednou.

## Čipové karty
Čipových karet je ve hře 6. Nejběžnější karta je Level 1 – světle žlutá barva. Lze s ní otevřít pouze dveře do malé testovací cely. Další karta je Level 2 – žluto-oranžová. S ní lze otevírat dveře k některým většinou bezpečným SCP. Karta Level 3 – oranžová dokáže otevírat větší počet místností s SCP a také hranice mezi LCZ (zónou lehkého zadržení) a HCZ (zónou těžkého zadržení). Karta Level 4 – tmavě oranžová dokáže otevřít asi 4/5 dveří. Karta Level 5 – červená dříve dokázala otevřít většinu dveří, nyní dokáže otevřít stejně jako karta „Omni“ všechny dveře. Karta Level „Omni“ dokáže také otevřít všechny dveře. Jelikož otevřít všechny dveře dokáže i karta Level 5, karta „Omni“ nemá ve hře již podstatný význam. Pokud je sebrána, hráč dostane achievement „Unlimited Access.“ Karty lze vylepšit pomocí SCP-914 na "Jemný" i "Velmi Jemný" (Omni). Mají určitou šanci se změnit na MasterCard.
Některé dveře jsou otevíratelné pouze správným DNA. Lze je otevřít pomocí utržených rukou, které se nacházejí po mapě. Bílou ruku lze nalézt v zadržovací cele SCP-012. Dokáže otevřít dveře ve velké testovací místnosti a dveře do kontrolní místnosti v zadržovací cele SCP-079. Černá ruka se nachází na jedné ze tří lokací ve skladu 6, kde se také nacházejí tři SCP-939.
Dokáže otevřít dveře spojující dvě části chodby, které obsahují výtahy do zadržovací místnosti SCP-049. Lze i změnit bílou ruku na černou pomocí SCP-914 na 1:1/Jemný. K dveřím s numerickou klávesnicí je potřeba najít kód, který se může nacházet v písemné (dokument), nebo dokonce mluvené podobě (rádio).

## Hratelnost
Hráč se probudí v místnosti a zjišťuje, že je testovací subjekt Class-D. Hráčova postava je bývalým vědcem, pro kterého je degradace na Class-D trestem za neautorizované experimenty s neprozkoumaným jevem.
„Pouze mě následujte. Jo a mimochodem, jsme oprávněni zabít všechny neposlušné testovací subjekty, takže vám doporučujeme nedělat žádné hlouposti.“
Za asistence dvou strážních z vyšších tříd je hráč odveden k dalším dvěma testovacím subjektům Class-D. Testovacím objektem má být SCP-173. Po vstupu do komory se zavřou dveře, které se opět otevřou. Nastala závažná porucha systému a byla otevřena většina cel se všemi SCP. SCP-173 stihne zabít oba Class-D subjekty, jednoho strážného a poté uteče ventilační šachtou. A v tomto momentě začíná hráčova dlouhá cesta za svobodou, která nebude žádnou procházkou v růžové zahradě. Uniklá SCP s různými schopnostmi ho budou pronásledovat na každém kroku.
Hra končí, jakmile se hráč dostane ven ze zařízení Nadace SCP.
Existují přesněji tři konce (kromě smrtí ve hře). Prvním je když hráč se dostane ze zařízení a je chycen MTF. Druhým je, když hráč pokračuje vrchní částí zařízení až dozadu, kde zůstane v místnosti a je zastřelen MTF. Třetím je, když SCP-106 začne předcházet mostek a stráž na něj spustí střelbu. Hráč si musí nasadit plynovou masku a pokračovat po schodišti ke dveřím, na jejichž konci čekají vojáci Povstání Chaosu.

## Anomálie ve hře
| Číslo SCP | Přezdívka                                           | Třída                       | Stručný popis |
| --------- | --------------------------------------------------- | --------------------------- | --- |
| 008       | Zombie Plague (Mor nemrtvých)                       | Euclid                      | Plyn, který při vdechnutí nakazí hráče zombie virem. Jeho působení lze zneutralizovat požitím SCP-500-1. |
| 012       | A Bad Composition (Špatná Skladba)                  | Euclid                      | Stará listina s hudební skladbou. Při přiblížení je hráčova postava ovládána herním programem a přichází k SCP-012. Hráčova postava si poté natrhne cévy na rukou a svou vlastní krví začne dopisovat kompozici.Hráčova postava umírá na vykrvácení se slovy: „Tohle nejde dopsat.“                                                                  |
| 035       | Possessive Mask (Panovačná Maska)                   | Keter                       | Divadelní porcelánová maska ovládající mrtvolu jednoho z výzkumníků. Snaží se přemluvit hráče, aby ji pustil na svobodu. |
| 049       | Plague Doctor (Morový Doktor)                       | Euclid                      | Vypadá jako typický představitel morového doktora z 14. století. Po jeho dotyku je hráč se stane SCP-049-2, humanoidi kteří se snaží zabít vše co uvidí. Pokud má hráč na sobě SCP-714, tak se SCP-049 bude snažit sundat SCP-714. |
| 066       | Eric's Toy (Erikova hračka)                         | Safe-prodest Euclid-impetus | Kus červené bavlny s očima. Pokud se hráč přiblíží blízko, po pár SCP-066 začne vyluzovat 140 decibelovou verzi Beethoveny 2. symfonie, nebo se zeptá na „Erika“. |
| 079       | Old AI (Stará umělá inteligence)                    | Euclid                      | Inteligentní mluvící počítač ze 70. až 80. let. Dokáže otevírat a zavírat dveře a ovládat zařízení nadace SCP. |
| 096       | The „Shy Guy“ („Plachý Chlap“)                      | Euclid                      | Bledý, hubený a vysoký humanoid s dlouhými končetinami. Pokud se hráč podívá na jeho obličej, SCP-096 začne panikařit, po necelé minutě se pokusí o ulovit hráče, hráč může utéct pomocí SCP-106 a kapsové dimenze, nebo pomocí SCP-1499. |
| 106       | The Old Man (Starý muž)                             | Keter                       | Pomalu se pohybující humanoid, podobný starému člověku. Může procházet jakýmkoliv materiálem a zanechává za sebou kaluže kyseliny. Při dotyku je hráčova postava přenesena do kapsové dimenze, pokud hráč uteče, objeví se v jiné lokaci než byl transportován, a efekty kapsové dimenze mu zůstanou (Únava, zranění, atd).                          |
| 173       | The Sculpture – The Original (Socha – Originál)     | Euclid                      | První SCP s kterým se hráč ve hře setká. Je to betonová socha s podivnými vzory na svém povrchu. Může se pohybovat jen, když se oční kontakt přeruší. Zabije hráče lámáním krční páteře, drcením lebky nebo škrcením. |
| 205       | Shadow Lamps (Stínové Lampy)                        | Euclid                      | Pár dvou stínových lamp používaných ve fotografování. Když hráč poprvé vstoupí do místnosti s SCP-205, lampy začnou ukazovat příběh ženy pomocí stínů, příběh ukazuje jak žena byla zavražděna, po příběhu se přístup do komory s SCP-205 otevře, po vstupu se dveře zavřou, lampy zhasnou a stíny které hráč uviděl v příběhu umlátí hráče k smrti. |
| 294       | The Coffee Machine (Automat na Kávu)                | Euclid                      | Automat na nápoje s klávesnicí. Lze si pomocí něj objednat cokoli, ale jen v tekuté podobě. |
| 372       | Peripheral Jumper (Periferní Skokan)                | Euclid                      | Stvoření podobné rovnokřídlému hmyzu. Pokud se hráčova postava přiblíží k jeho uskladňovací místnosti, začne ji toto SCP pronásledovat. Pohybuje se tak aby ho hráč neviděl. |
| 420 J     | The Best ████ in the World (Nejlepší ████ na Světě) | Awesome                     | Jde o několik marihuanových cigaret vylepšených přes SCP-914. Při použití uslyší hráč krátkou melodii reggae. |
| 500       | Panacea (Všelék)                                    | Safe                        | Krabička, která obsahuje 47 červených pilulek označovaných jako SCP-500-1. Ty při pohlcení vyléčí jakékoli zranění nebo nemoci způsobený čímkoliv. Ve hře se lze pouze setkat se dvěma pilulkami, které se nacházejí na dvou místech v nadaci. |
| 513       | A Cowbell (Kravský zvon)                            | Euclid                      | Vypadá jako normální kravský zvon, po zazvonění může hráč občas zahlédnout černé, hubené a vysoké stvoření s dlouhými předními končetinami. |
| 682       | Hard-to-Destroy Reptile (Obtížně-Zničitelný Plaz)   | Keter                       | Hráč se s SCP-682 nesetká. Lze však slyšet jeho řev, který otřásá celou oblastí. Vypadá jako polorozpadlý gigantický ještěr. Je nezničitelný. |
| 714       | The Jaded Ring (Nefritový Prsten)                   | Safe                        | Při nasazení zamezí jakékoliv nemoci, brání před nebezpečnými efekty, atd. Způsobuje únavu, zpomalené reakce a pomalou chůzi hráčovy postavy. |
| 860       | Blue Key (Modrý klíč)                               | Safe                        | Otevírá dřevěné dveře, za kterými se nachází jiná dimenze v podobě lesa. V tomto lese se vyskytuje SCP-860 2 – fialové stvoření se zlatými vzory na svém těle a dlouhýma ušima, které se pokouší hráče ulovit. |
| 895       | Camera Disruption (Narušení Kamery)                 | Euclid                      | Dřevěná rakev která dokáže narušit elektronické displeje. Pokud se hráč bude dívat na video-záznam kamery moc dlouho, tak SCP-895 naruší video-záznam a začne ukazovat obrázky které mohou způsobit mentální trauma, a srdeční zástavu. (Hráč je imunní pokud má na sobě SCP-714)                                                                    |
| 914       | The Clockworks (Hodinářství)                        | Safe                        | Mechanické zařízení dlouhé okolo deseti metrů s „vstupem“, „východem“ a ovládacím panelem. SCP-914 vymění jakýkoliv objekt ve vstupu za jiný objekt. Na panelu si může hráč vybrat nastavení výměny mezi „Drsním“, „Hrubým“, „1:1“, „Jemným“ a „Velmi Jemným“.                                                                                       |
| 939       | With Many Voices (S Mnoha Hlasy)                    | Keter                       | Plazi s dlouhými drápy, obrovskou tlamou a dlouhými zuby. Dokážou replikovat lidský hlas. Po kontaktu s hráčem se ho budou snažit ulovit. Jejich velkou slabinou je jejich úplná slepota |
| 966       | Sleep Killer (Zabiják Spánku)                       | Euclid                      | Několik vyhublých a vysokých humanoidních stvoření šedé až bílé barvy. Jejich oběť pronásledují a vydávají zvuky, které oběť uspávají. Lze je spatřit pouze pomocí s nočním viděním. Snaží se zabít hráče pomocí jejich ostrých drápů. |
| 970       | The Recursive Room (Opakující se Místnost)          | Euclid                      | Nekonečně se opakující množství chodeb a místností. Čím více místnostmi hráč projde, tím víc se bude místnost měnit. Při procházení mohou věci z inventáře samovolně mizet. |
| 1025      | Encyclopedia of Diseases (Encyklopedie nemocí)      | Keter Safe                  | Hráč si přečte o jedné z mnoha onemocnění, po přečtení hráč dostane nemoc o které četli. (Hráč je imunní, pokud má hráč na sobě SCP-714, nebo se může vyléčit pomocí SCP-500) |
| 1048      | Builder Bear (Medvídek Stavitel)                    | Safe Keter                  | Pár plyšových medvídků. První medvídek je neškodný. Snaží se být pro hráče přátelský pomocí mávání a kreslením obrázků. Druhý medvídek (SCP-1048-A) je vyrobený z uší. Pokud se hráč přiblíží, SCP-1048-A vydá dlouhý křik. Pokud hráč neuteče z místnosti, tak začnou na něm růst uši které ho udusí k smrti.                                       |
| 1123      | Atrocity Skull (Lebka Krutosti)                     | Safe                        | Horní část lebky. Při dotyku dostane hráčova postava halucinace v podobě procházení v nacistickém bunkru. Halucinace končí zastřelením hráče. |
| 1162      | A Hole in the Wall (Díra ve Zdi)                    | Euclid                      | Když hráč strčí jejich ruku do SCP-1162, jedna z jejich věcí zmizí, ale vytáhnou nějakou věc kterou někdy v životě ztratili. Pokud hráč nic nemá, díra mu vezme levou plíci. |
| 1499      | The Gas Mask (Plynová maska)                        | Safe                        | Při nasazení se hráčova postava objeví v jiné dimenzi obývané šedými humanoidy. Při přiblížení mohou začít napadat hráče. Hráč může použít SCP-1499 na útěk z smrtelných situací. |